# 十年式手榴弾
十年式手榴弾（じゅうねんしきてりゅうだん）は、1921年（大正10年）に大日本帝国陸軍（以下陸軍という）で開発された手榴弾である。

## 概要
日露戦争以後、明治40年に制式化された手榴弾の後継として研究が進められた物で、第一次世界大戦中にヨーロッパの国々などで使用していた手榴弾を参考に開発が進められた。研究当初は三八式歩兵銃用の小銃擲弾（ライフルグレネード）としての使用が進められていたが、三八式歩兵銃では小口径・長銃身のために擲弾としての使用は実戦には不向きであることが判明した。そこで陸軍では、第一次世界大戦でドイツ軍が信号弾の発射に使用していた発射機を参考とし、陸軍が開発した擲弾筒「十年式擲弾筒」の擲弾兼用の手榴弾として、大正10年（1924年）に十年式手榴弾として正式化した。
特徴として十年式手榴弾の本体上部には発火用の信管が、下部には擲弾発射時の推進用装薬室（ブースター）が装着され、本体表面には爆発後に生成破片が十分な密度で飛散することを意図して溝が設けられた。信管部分は暴発防止用の真鍮製被帽で保護され、さらにその上から安全栓（安全ピン）が装着されていた。

## 用途
十年式手榴弾は、近距離の敵に対して手投げで交戦し、遠距離の敵には擲弾筒で射出するために開発された手榴弾である。十年式擲弾筒で射出される場合、最大射程は220 mである。使用用途としては擲弾発射以外にも手榴弾として使用可能であり、投擲の場合には装薬室部分を外すことも可能であった。しかし装薬室を外した場合、弾体底面のネジ部分から内部炸薬部分まで、被覆するものがボール紙一枚と詰め物のみという状態であり、この事から投擲を行う場合は装薬室を付けた状態での投擲が好ましいとされた。爆発までの遅延時間は擲弾発射の特性上、6.5秒から7.5秒と、当時の一般的な手榴弾に比べて長めに設定されている。

## 構造
十年式手榴弾は弾体、炸薬、信管、起爆筒、装薬筒から構成される。全備弾量は約540 g。全体としては炸薬を充填した弾体の上方から管状の信管部分をねじ込んで装着し、下方から装薬筒をねじ込んで塞いでいる構造である。
弾体は鋳鉄製で外面に筋目が入れられている。生成破片の形状と大きさを適当とするためであった。弾体の上下2箇所には定心帯があり、擲弾筒で発射するとこの定心帯が弾体を安定させた。弾体上面と下面にネジ穴が設けられているが、上面のネジ穴には信管を装着する。下面のものは炸薬を充填するためのものである。さらにこのネジ穴は装薬筒を螺着（ねじ込む）するためのものでもあった。炸薬には塩斗薬75 g、または茶褐薬65 gを用い、弾体に直填圧搾した。
信管は撃針とばねを除いて基本的に黄銅製である。信管体は上から順に被帽、撃針、ばね、雷管室からなり、この下に火道がねじ込まれ、全体としては筒状を成していた。さらに安全栓と、付属品に撃針を回すドライバーがついた。信管体は中空の円筒形である。上端部に筒型の被帽がつき、この内部には被帽に押えられた状態の撃針とばねがある。また被帽は端部が4つに分かれて内側へ屈曲しており、信管体の溝と屈曲部が噛み合って止められていた。ばねは撃針を上へ持ち上げて位置を保持するためのものである。これら被帽、撃針、ばねを2箇所で貫通して押えているのはU字型に似た安全栓で、通した端部は90度開かれ、容易に抜けないようになっていた。撃針は安全栓が通されて固定されており、安全栓を除去しなければ動くことはなかった。被帽を付けた状態の撃針は、撃針ドライバー（原文では撃針螺廻）で回すことにより、位置を上下調整できた。撃針位置を完全に戻すと、撃針が雷管を叩かない位置まで収納され、打撃しても発火することはなくなった。この撃針構造の下には雷管室を収めている。これは撃針の衝撃で発火し、下に接続された火道に点火する。また信管体にはこのときの燃焼ガスを逃がす噴気孔が設けられていた。信管体下部外面はネジが切られて弾体と結合した。信管体下部内面には火道がねじ込まれて装着された。火道内部には火道薬が充填され、6.5秒から7.5秒燃焼した後、下に位置する起爆筒に点火した。火道の下端には蛇の目鉄板が装着され、管薬が抜け落ちないようはかられている。
火道下部の起爆筒は銅製の円筒で、雷汞が0.7 g、また茗亜薬が1.2 g収容された。この爆発により炸薬が起爆する。起爆筒と信管の火道とは、周囲を包む中心管で接続し、作動の信頼性保持をはかった。ほか、起爆筒底部にクッション（絨板）を敷いて動揺防止と衝撃緩和をはかった。
装薬筒は擲弾筒で射出する際に弾体底部にねじこんで装着するものであり、装薬筒内部の装薬の燃焼ガスで弾体が放射される。装薬筒は装薬室、底螺（底ネジ）、雷管室、支板、内筒から構成される。構造としては弾体底面に装薬室上部をねじ込んで固定し、装薬室底面をくりぬいて開かれた内部空間には装薬を収めた内筒が圧入されている。内筒の底に支板と塞紙を貼り、さらに底螺を装薬室にねじ込んで内筒の蓋としている。この底螺内部にも雷管室があり、底螺の底面に設けられた雷管部分を叩いて装薬に点火できる。底螺内部の雷管室と外部とは薄い錫製の底板で塞がれている。
装薬室は鋼製円筒形のブロックで、底面がくりぬかれ、内部に内筒を収める空間を持つ。また中心管を当てて位置を保持するためのくぼみを上面に持つ。側面には6箇所に噴気孔が開いており、装薬を燃焼させて発生したガスはここから噴気される。また上部に弾体と接続するためのネジが刻まれた。底部にも一部ネジを切っており、支板と底螺を装着できる。内筒は薄肉の鋼製で、装薬室の内部に密着しており、装薬を収容する。装薬としては厚さ0.4 mmの無煙薬（零粍四方形薬）が1.1 g使用された。底螺は鋼製である。上面に雷管室を収容するくぼみが開き、このくぼみの中央部に擲弾筒の撃針で雷管を叩くための小穴が設けられている。小穴には防湿のために錫の底板が貼られた。底螺側面にはネジが切られており、装薬室と接続し内筒の蓋となる。雷管室には雷管が入れられ、点火薬に小粒薬0.1 gが用いられた。薬剤が漏れ出すのを防ぐため、雷管を覆うように雁皮紙製の塞紙が貼られた。底螺と内筒の間の支板は、雷管室がずれないよう保持するためのものである。支板も底面に雁皮紙製の塞紙が貼られている。
撃針ドライバーはおよそ信管10個につき一つが用意された。

## 機能
発火させるには以下のように取り扱った。
使用方法は信管に装着されている安全栓を抜いた後に被帽を叩くことで撃針が雷管を発火させる。内部の火道に伝火している間に投擲を行う。また擲弾発射としては十年式擲弾筒以外にも、後に開発された擲弾筒「八九式重擲弾筒」からの発射も可能であった。
手投げの場合、まず撃針ドライバーで信管内部の撃針位置を調整し、安全位置から発火位置へと信管内部の撃針を突き出す。撃針は絶対安全位置から約4回転で3.5 mm移動した。この後信管を下にして右手で握り、安全栓を抜く。握る際には信管噴気孔からのガスで火傷をしないよう注意する必要があった。左手で安全栓の索を握り、強く引いて安全栓を取り去る。信管を硬いもので叩いて発火させ、投げる。被帽を打撃すると、被帽内部の、ばねに支えられた撃針が降下し雷管を叩く。火道薬に点火し、約7.5秒後に弾体が炸裂した。
擲弾筒で射出する場合、まず安全栓を抜く。装薬室を下として擲弾筒に入れる。擲弾筒の撃針で装薬室の雷管を叩くと、その発火が内筒内部の装薬に点火して燃焼、内筒を突破してガスが6個の噴気孔から噴出される。ガスは手榴弾を推進させるが、この際に手榴弾の撃針が慣性により雷管を打撃する。手榴弾は約7.5秒後に爆発する。
安全栓を抜いても使用しない場合があり、このときには安全栓を差し込んだ後に端部を90度開いた。安全栓を捨ててしまうとこの作業ができず、いくつかは残しておくことが求められた。

## 性能
十年式手榴弾は、半径5 mに殺傷力を及ぼした。5 m離れた破片生成密度は1 m2あたり3.9個で、うち重傷を与えるものが0.3個、その他の破片が3.6個である。擲弾筒による射出の場合のデータとして、柔軟な草地での5 m離れた破片生成密度は1平方mあたり5.2個、うち重傷を与える破片は1個、その他が4.2個である。平坦な砂地、距離1.5 mの条件では破片生成密度が1 m2あたり19.3個、うち重傷を与える破片は2.1個、その他が17.2個である。平坦な堅硬地、距離ほぼ0 mの条件では破片生成密度が1 m2あたり48個、うち重傷を与える破片は3.5個、その他が44.5個である。また確実な殺傷範囲は半径5 mであったが、危害を及ぼす可能性のある破片が飛散可能な範囲は半径300 mだった。射手、投擲手は、使用時にこのことを予想して自らを防護する必要があった。
擲弾の命中しやすい場所に大量の手榴弾を保存することは禁じられた。また坂の下から早すぎるタイミングで投げると、十年式手榴弾が戻ってきて爆発することがあった。これは爆発までの秒時が比較的長いことによる。

## 火工作業
十年式手榴弾を組み立てて使用できるようにするためには、火工作業が必要であった。

### 装薬室
装薬筒を組み立てる手順は以下の通りである。底部から上方へと作業が行われた。まず薄い錫製底板の底面に、ベルニーと呼ばれる油脂を厚く塗り、底螺の雷管室孔の底に貼った。底板が固着すると、さらに接触部分にベルニーを塗り込み、水分の侵入を防止した。次に雷管室側面にベルニーを厚く塗り込み、雷管室を底螺に押し込む。ベルニーがやや乾いたらさらに上からベルニーを塗り込み、接触部分の空隙を完全に密閉した。底螺と一体化した雷管室に、点火薬として小粒薬0.1 gを入れる。塞紙にベルニーを塗って底螺上面に貼る。支板にもベルニーを塗った塞紙を貼る。ややベルニーが乾いたら塞紙同士にベルニーを塗って貼り合わせる。こうして支板と底螺を接合した。この作業では中心を合わせる必要があった。次に、底螺の底面にある撃針孔にベルニーを塗った。底螺の準備が終了したら、内筒外面に多量にベルニーを塗って装薬室に押し込む。内筒下面と装薬室の隙間にもベルニーを漏れなく塗り込んで入念に防湿した。こののち、内筒に装薬を1.1 g入れる。底螺の上面に貼った支板が確実に固着するほどベルニーが乾いたら、底螺のネジ部分に黒ワニスを塗り込んで装薬室に結合する。結合後にも隙間に黒ワニスを塗り込んだ。

### 弾体
弾体に炸薬を充填するには、火工作業用の小さな台と漏斗を用いた。台は直径50 mmで高さ85 mm、漏斗は直径55 mm、高さ36 mmである。これら黄銅製の台および漏斗は、弾体に設けられた上面と下面のネジ部でそれぞれ接続する。台は、中央部に信管中心管と同様の大きさを持つ中心管が立っている。
作業にあたりまず弾体内部を清掃する。次に弾体を逆さにし、漏斗を弾体下面に、台を弾体上面に取り付ける。このとき弾体内部には信管体が本来ある位置に、台の中心管が通っている。この中心管にはあらかじめ専用のボール紙が巻かれており、作業後、中心管を抜いた際に炸薬が漏れないようになっている。塩斗薬75 g、または茶褐薬65 gを少しずつ漏斗の中へ入れ、弾体下面の、中心管と弾体の輪状の隙間から炸薬を入れる。入れた炸薬を棒で突き固めながら均質に填実する。終了後、弾体から漏斗を外し、中心管の上から炸薬がのぞく箇所に専用のボール紙を当て、炸薬が漏れるのを防ぐ。台を外し、弾体のネジ部を掃除する。この際に炸薬がわずかでもついていないよう注意する必要があった。掃除後、弾体底部に装薬室を結合する。このとき黒ワニスを塗り込んで防湿した。次にボール紙で覆われた中心部分を掃除してクッション（絨板）を装薬室上面に入れる。その上に起爆筒を静かに挿入する。次に管薬脱落防止の蛇ノ目鉄板を入れ、装着する。信管ネジ部に黒ワニスを塗り込んでから火道を信管中心管内に接合する。接触部にも黒ワニスを塗り込む。

## 保管、輸送
十年式手榴弾は火薬、雷管等の火具、弾丸部品などに分解して保管した。一線部隊へ交付する際には、兵器廠で完成させてから輸送した。この際、撃針は絶対安全位置にされ、ベルニーを塗って勝手に撃針が回らないよう保護した。

## 派生型
演習用として十年式手投演習用曳火手榴弾、擲弾筒での射撃訓練用として十年式発射演習用曳火手榴弾が用意された。